# (20210) 1997 GQ7
A (20210) 1997 GQ7 a Naprendszer kisbolygóövében található aszteroida. A LINEAR projekt keretében fedezték fel 1997. április 2-án.